# Stenotabanus cinereus
Stenotabanus cinereus är en tvåvingeart som först beskrevs av Christian Rudolph Wilhelm Wiedemann 1821.  Stenotabanus cinereus ingår i släktet Stenotabanus och familjen bromsar. Inga underarter finns listade i Catalogue of Life.